# ドラーゲンドルフ試薬
ドラーゲンドルフ試薬（ドラーゲンドルフしやく、英: Dragendorff's reagent）は、アルカロイドや第三級アミンを検出するために用いられる試薬である。
検出時に橙黄色の沈殿物を生じる。
この試薬は硝酸ビスマスにヨウ化カリウム溶液を混和し製する。四ヨウ化ビスマスの錯体が生じる。[BiI4]-[HNR3]+。
名前はゲオルク・ドラーゲンドルフ (1836 - 1898)に由来する。